# Bitoma costata
Bitoma costata là một loài bọ cánh cứng trong họ Zopheridae. Loài này được Macleay miêu tả khoa học năm 1871.